# 622-й штурмовой авиационный полк
622-й штурмово́й авиацио́нный Севастопольский Краснознамённый полк — воинская часть вооружённых РККА в Великой Отечественной войне.

## Наименование полка
В различные годы своего существования полк имел наименования:
- 622-й авиационный полк ночных бомбардировщиков[1];
- 622-й ночной легкобомбардировочный авиационный полк[1];
- 622-й штурмовой авиационный полк[1];
- 622-й штурмовой авиационный Севастопольский полк[1];
- 622-й штурмовой авиационный Севастопольский Краснознамённый полк[1].

## История и боевой путь полка

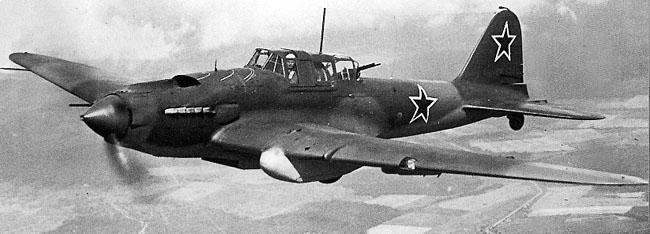
Штурмовик Ил-2 стоял на вооружении полка с мая 1942 года.

Сформирован как 622-й авиационный полк ночных бомбардировщиков на базе Энгельсской школы пилотов в конце сентября 1941 года.
В марте 1942 года полк отправлен на переучивание на штурмовик Ил-2. В апреле полк переформирован в штурмовой авиаполк. После укомплектования полка личным составом с 21 мая полк приступил к программе летной подготовки. 22 июня 1942 года полку указанием управления ВВС приказано перегнать 20 самолётов Ил-2 с Куйбышева в Кропоткин. 6 июля полк на вновь полученной технике отправлен на Сталинградский фронт в состав 228-й штурмовой авиационной дивизии 8-й воздушной армии, где действовал до 19 августа 1942 года. Полк вел напряженную боевую работу, выполнил 191 боевой вылет, сбросил 73145 кг бомб, израсходовал: 1130 РС, 22000 снарядов ВЯ, 7090 ШВАК, 109960 ШКАС. Полком уничтожено 87 танков, 290 автомашин, 16 МЗА, 9 цистерн с горючим, 2 переправы через р. Дон, 30 самолётов на земле, уничтожено до батальона пехоты.
Командование за отличную работу объявило полку благодарность. В тяжелые дни оборонительной операции под Сталинградом полк понес огромные потери, потеряв значительную часть своего личного состава. Многие экипажи не возвращались с заданий. Так, 19 августа 6 экипажей Ил-2 полка вылетели на уничтожение переправы у хутора Нижний Акатов. Все 7 экипажей не вернулись на аэродром. В этот день погиб командир звена старший лейтенант Пресняков Михаил Алексеевич, совершивший огненный таран. На месте его гибели установлен обелиск. Всего за период Сталинградской битвы летчиками полка было совершено 3 огненных тарана (6 за всю войну). Совершив огненный таран, 7 августа погиб командир полка майор Землянский В. В..
Приказом по воздушной армии полк отправлен на пополнение и обучение вновь влившегося личного состава в запасной полк в Куйбышев. Командиром полка с 8 августа назначен капитан Емельянов. Полк с аэродрома под Куйбышевом перебазировался на аэродром Вишневка Сталинградского фронта, с 6 ноября — в состав 214-й штурмовой авиационной дивизии 2-го смешанного авиакорпуса Резерва Ставки ВГК. В период с 24 ноября 1942 года по 27 января 1943 года, участвуя в Сталинградской битве, выполнил 590 боевых вылетов, уничтожил 364 танка, 2 бронемашины, 1095 автомашин, 55 вагонов, 182 самолёта на земле и 16 в воздухе.
С 17 апреля 1943 года полк в составе дивизии (в составе 2-го смешанного авиакорпуса) находился в оперативном подчинении 4-й воздушной армии Северо-Кавказского фронта, принимал участие в освобождении Кубани, в Новороссийско-Таманской наступательной операции, в прорыве «Голубой линии» противника и освобождении Таманского полуострова. С 1 ноября 1943 года полк вместе с дивизией, находясь в оперативном подчинении ВВС Черноморского флота, выполнял задачи по обеспечению удержания и расширения плацдарма на Керченском полуострове, содействию высадки десанта в районе Эльтигена (Керченско-Эльтигенская десантная операция). Весной 1944 года в ходе Крымской наступательной операции принимал участие в освобождении Керчи и участвовал в освобождении территории Крыма. В мае поддерживал наступавшие советские войска при прорыве внешнего обвода Севастопольской обороны и освобождении города.
С июля 1944 года вместе с дивизией входил в состав 15-й воздушной армии 2-го Прибалтийского фронта. Участвовал в наступлении на идрицком направлении и в разгроме идрицко-себежской группировки противника. В августе участвовал в Режицко-Двинской наступательной операции, освобождении городов Режица, Двинск и Рига. Участвовал в ликвидации Курляндской группировки.
В составе действующей армии полк находился с 27 ноября 1941 по 23 марта 1942 года (как 622- нбап), с 11 июля по 22 августа 1942 года, с 7 ноября 1942 года по 23 мая 1944 года, с 4 июля 1944 года по 9 мая 1945 года.
В послевоенное время полк с дивизией входил в состав 15-й воздушной армии Прибалтийского военного округа. В связи с сокращением Вооруженных сил после войны 214-я штурмовая авиационная Керченская дивизия и входивший в её состав 622-й штурмовой авиационный полк в июле 1946 года были расформированы в составе 15-й воздушной армии Прибалтийского военного округа на аэродроме Лиелварде.

## В составе соединений и объединений
| Дата            | Фронт (округ)                                | Армия                | Корпус                           | Дивизия                                          | Примечания |
| --------------- | -------------------------------------------- | -------------------- | -------------------------------- | ------------------------------------------------ | ---------- |
| 10.11.1941 года | Южный фронт                                  | ВВС фронта           | -                                | 66-я ночная бомбардировочная авиационная дивизия | -          |
| 23.03.1942 года | Приволжский военный округ                    | ВВС округа           | запасная авиационная бригада     | запасной авиационный полк                        | -          |
| 06.07.1942 года | Сталинградский фронт                         | 8-я воздушная армия  | -                                | 228-я штурмовая авиационная дивизия              |            |
| 20.08.1942 года | Приволжский военный округ                    | ВВС округа           | запасная авиационная бригада     | запасной авиационный полк                        | -          |
| 06.11.1942 года | Резерв Ставки ВГК                            |                      | 2-й смешанный авиационный корпус | 214-я штурмовая авиационная дивизия              |            |
| 20.11.1942 г.   | Южный фронт                                  | 8-я воздушная армия  | 2-й смешанный авиационный корпус | 214-я штурмовая авиационная дивизия              |            |
| 17.04.1943 г.   | Северо-Кавказский фронт                      | 5-я воздушная армия  | 2-й смешанный авиационный корпус | 214-я штурмовая авиационная дивизия              |            |
| 24.04.1943 г.   | Северо-Кавказский фронт                      | 4-я воздушная армия  | 2-й смешанный авиационный корпус | 214-я штурмовая авиационная дивизия              |            |
| 01.07.1943 г.   | Степной фронт                                | 5-я воздушная армия  | 2-й смешанный авиационный корпус | 214-я штурмовая авиационная дивизия              |            |
| 18.07.1943 г.   | Воронежский фронт                            | 5-я воздушная армия  | 2-й смешанный авиационный корпус | 214-я штурмовая авиационная дивизия              |            |
| 21.07.1943 г.   | Северо-Кавказский фронт                      | 4-я воздушная армия  | -                                | 214-я штурмовая авиационная дивизия              |            |
| 01.01.1944 г.   | Приморская армия                             | 4-я воздушная армия  | -                                | 214-я штурмовая авиационная дивизия              |            |
| 01.05.1944 г.   | 4-й Украинский фронт                         | 8-я воздушная армия  | -                                | -                                                |            |
| 16.05.1944 г.   | Резерв ВГК                                   | 8-я воздушная армия  | -                                | 214-я штурмовая авиационная дивизия              |            |
| 28.05.1944 г.   | Резерв ВГК                                   | 8-я воздушная армия  | 1-й смешанный авиационный корпус | 214-я штурмовая авиационная дивизия              |            |
| 01.06.1944 г.   | Приморская армия                             | ВВС Приморской армии | 1-й смешанный авиационный корпус | 214-я штурмовая авиационная дивизия              |            |
| 04.07.1944 г.   | 2-й Прибалтийский фронт                      | 15-я воздушная армия | -                                | -                                                |            |
| 01.04.1945 г.   | Ленинградский фронт Курляндская группа войск | 15-я воздушная армия | -                                | 214-я штурмовая авиационная дивизия              |            |
| 09.05.1945 г.   | Ленинградский фронт Курляндская группа войск | 15-я воздушная армия | -                                | 214-я штурмовая авиационная дивизия              |            |
| 09.07.1945 г.   | Прибалтийский военный округ                  | 15-я воздушная армия | -                                | 214-я штурмовая авиационная дивизия              |            |
| 01.03.1946 г.   | Прибалтийский военный округ                  | 15-я воздушная армия | -                                | 214-я штурмовая авиационная дивизия              |            |

## Командиры полка
- майор Землянский, Владимир Васильевич, с 12.194 г. по 07.08.1942 г., погиб, выполнив огненный таран[6].
- подполковник Емельянов Иван Алексеевич[2], с 07.08.1942 г.

## Участие в операциях и битвах
- Барвенково-Лозовская операция — с 18 января по 23 марта 1942 года.
- Сталинградская битва — с 6 июля по 19 августа 1942 года, с 24 ноября по 27 января 1943 года.
- Котельниковская наступательная операция — с 12 декабря 1942 года по 24 декабря 1942 года.
- Ростовская операция — с 1 января 1943 года по 18 февраля 1943 года.
- Ворошиловградская операция — с 29 января 1943 года по 18 февраля 1943 года.
- Воздушное сражение на Кубани — с 17 апреля 1943 года по 7 июня 1943 года.
- Новороссийско-Таманская стратегическая наступательная операция — с 10 сентября 1943 года по 9 октября 1943 года.
- Керченско-Эльтигенская десантная операция — с 31 октября 1943 года по 11 декабря 1943 года.
- Крымская операция — с 8 апреля 1944 года по 12 мая 1944 года.
- Режицко-Двинская операция — с июля 1944 года по август 1944 года.
- Рижская операция — с 14 сентября 1944 года по 22 октября 1944 года.
- Блокада и ликвидация Курляндской группировки — с 16 октября 1944 года по 9 мая 1945 года.
- Курляндская наступательная операция — с 3 февраля 1945 года по 30 марта 1945 года.

## Награды
За образцовое выполнение заданий командования в боях с немецкими захватчиками и проявленные при этом доблесть и мужество Указом Президиума Верховного Совета СССР от 2 августа 1944 года полк награждён орденом Красного Знамени.

## Почётные наименования
622-му штурмовому авиационному полку за отличие в боях при овладении штурмом крепостью и важнейшей военно-морской базой на Чёрном море городом Севастополь присвоено почётное наименование «Севастопольский».

## Благодарности Верховного Главнокомандующего
Воинам полка в составе дивизии объявлены благодарности Верховного Главнокомандующего:
- За отличие в боях при овладении штурмом крепостью и важнейшей военно-морской базой на Чёрном море городом Севастополь[8].
- За отличие в боях при овладении городом и крупным железнодорожным узлом Идрица — важным опорным пунктом обороны немцев и занятии свыше 1000 других населенных пунктов, среди которых: Кудеверь, Духново, Юховичи, Россоны, Клястицы[9].
- За отличие в боях при овладении городами Даугавпилс (Двинск) и Резекне (Режица) — важными железнодорожными узлами и мощными опорными пунктами обороны немцев на рижском направлении[10].

## Отличившиеся воины

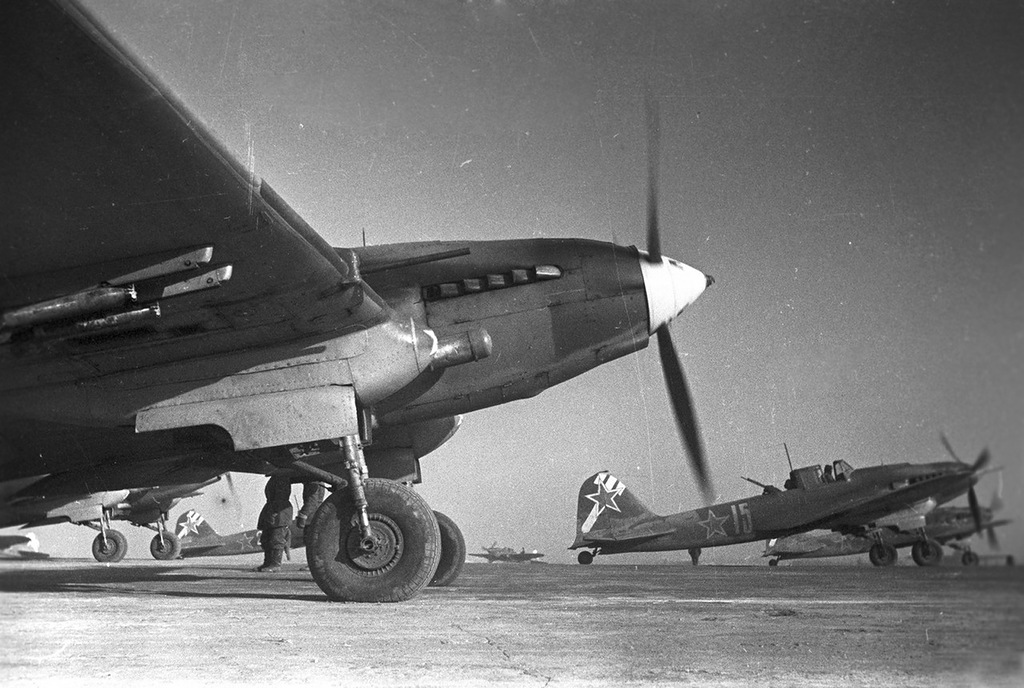
Самолёты-штурмовики Ил-2 вылетают на боевое задание под Сталинградом. Январь 1943 г.

- Гофман Генрих Борисович, старший лейтенант, заместитель командира авиаэскадрильи 622-го штурмового авиационного полка за мужество и героизм, проявленные в боях с немецко-фашистскими захватчиками Указом Президиума Верховного Совета СССР от 26 октября 1944 года рисвоено звание Героя Советского Союза с вручением ордена Ленина и медали «Золотая Звезда». Золотая Звезда № 5270.
- Догаев Владимир Иванович, старший лейтенант, командир эскадрильи 622-го штурмового авиационного полка 214-й штурмовой авиационной дивизии 15-й воздушной армии Указом Президиума Верховного Совета СССР от 26 октября 1944 года удостоен звания Герой Советского Союза. Золотая Звезда № 5271.
- Дубенко Александр Васильевич, старший лейтенант, командир эскадрильи 622-го штурмового авиационного полка 214-й штурмовой авиационной дивизии 15-й воздушной армии Указом Президиума Верховного Совета СССР от 26 октября 1944 года удостоен звания Герой Советского Союза. Золотая Звезда № 5272.
- Емельянов Иван Алексеевич, майор, командир 622-го штурмового авиационного полка 241-й штурмовой авиационной дивизии 2-го смешанного авиационного корпуса 8-й воздушной армии Указом Президиума Верховного Совета СССР 24 августа 1943 года удостоен звания Герой Советского Союза. Золотая Звезда № 1009.
- Землянский Владимир Васильевич, майор, командир 622-го штурмового авиационного полка 228-й штурмовой авиационной дивизии 8-й воздушной армии Указом Президиума Верховного Совета СССР от 5 ноября 1942 года за образцовое выполнение боевых заданий командования на фронте борьбы с немецкими захватчиками и проявленные при этом отвагу и геройство удостоен звания Герой Советского Союза. Посмертно.
- Кошуков Вениамин Борисович, лейтенант, заместитель командира эскадрильи 622-го штурмового авиационного полка 214-й штурмовой авиационной дивизии 4-й воздушной армии Указом Президиума Верховного Совета СССР от 13 апреля 1944 года удостоен звания Герой Советского Союза. Золотая Звезда № 3656.
- Опалёв Владимир Никифорович, старший лейтенант, командир эскадрильи 622-го штурмового авиационного полка 214-й штурмовой авиационной дивизии 2-го Смешанного Авиационного Корпуса 8-й воздушной армии Указом Президиума Верховного Совета СССР от 13 апреля 1944 года удостоен звания Герой Советского Союза. Золотая Звезда № 3174.
- Чалов Егор Михайлович, старший лейтенант, заместитель командира эскадрильи 622-го штурмового авиационного полка 214-й штурмовой авиационной дивизии 15-й воздушной армии Указом Президиума Верховного Совета СССР от 18 августа 1945 года удостоен звания Герой Советского Союза. Золотая Звезда № 4194.
- Шибаев Алексей Васильевич, майор, помощник по воздушно-стрелковой службе командира 622-го штурмового авиационного полка 214-й штурмовой авиационной дивизии 15-й воздушной армии Указом Президиума Верховного Совета СССР от 18 августа 1945 года удостоен звания Герой Советского Союза.

## Совершившиеогненный таранвражеских объектов
- 1.08.1942 г. лётчик лейтенант Одинцов Геннадий Демьянович.
- 7.08.1942 г. командир полка майор Землянский, Владимир Васильевич (Герой Советского Союза, 05.11.1942 г.
- 19.08.1942 г. командир звена старший лейтенант Пресняков Михаил Алексеевич.
- 20.02.1945 г. командир звена лейтенант Савищев Алексей Александрович.
- 28.11.1942 г. командир эскадрильи	старший лейтенант Соколов Виктор Георгиевич, (орден Ленина 08.02.1943 г.).
- 28.11.1942 г. воздушный стрелок старший сержант Шелегов Александр Герасимович.

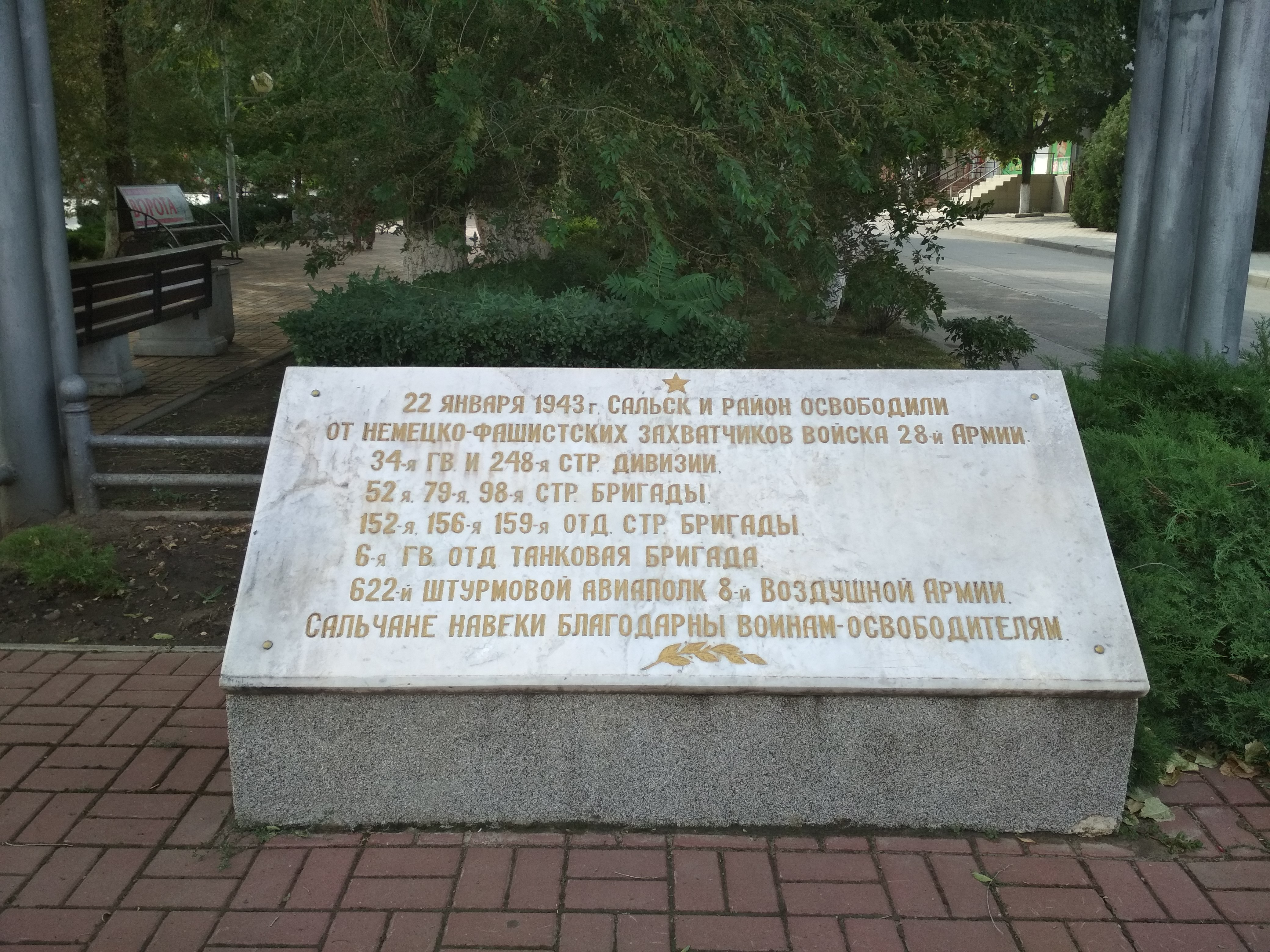
Памятный знак в Сальске в честь освобождения города воинами 28-й армии.

## Память
- 22 августа 1987 года на территории бывшего хутора Нижний Акатов, в четырёх километрах южнее станицы Трёхостровской, калачёвские и суровикинские следопыты, члены группы «Поиск» при Волгоградской секции совета ветеранов 8-й воздушной армии, установили памятный знак. На этом месте во время войны была переправа через р. Дон, здесь был совершен огненный таран командиром звена старшим лейтенантом Пресняковым М.А[11].
- 622-й штурмовой авиационный полк упомянут на памятном знаке в г. Сальске.